# Stazione di Cerreto d'Esi
La stazione di Cerreto d'Esi è una fermata ferroviaria posta sulla linea Civitanova Marche-Fabriano. Serve il centro abitato di Cerreto d'Esi.